# Зовнішні малі острови США
Зовнішні малі острови США (англ. U.S. Minor Outlying Islands) складаються з дев’яти островів (вісім з яких розташовані в Тихому океані, а один — у Карибському морі). Крім цих островів до складу зовнішніх малих островів США включають рифи Бахо-Нуево та Серранійя, проте офіційно вони не належать до цих територій та не визнані як володіння США.
З усіх територій тільки атол Пальміра є інкорпорованою територією США. Згідно з переписом населення США 2000 року на атолі Джонстон проживало 315 осіб, а на острові Вейк — одна людина. За станом на 2008 рік жоден з островів не мав постійних мешканців. Іноді на острови приїжджають науковці та військовий персонал.
Острови зведені разом для статистичної зручності. Вони не мають якоїсь спільної історії чи культури. До того ж, островами керують різні державні органи. Усі острови представлені у ISO 3166-1 alpha-2 під значенням UM. Код Міжнародна Організація зі Стандартизації: 3166-2:UM. Зовнішнім малим островам раніше був наданий інтернет-домен .um верхнього рівня. У 2007 році домен був вилучений як непотрібний.

## Острови
| Північна частина Тихого океану, ізольовані острови                                                         |      |      |                                                               |                  |                                |
| Вейк1 | 7.4  | 6    | 19°18′ пн. ш. 166°38′ сх. д. / 19.300° пн. ш. 166.633° сх. д. | 6 січня 2009     | 17 січня 1899                  |
| Джонстон2                                                                                                  | 2.52 | 130  | 16°45′ пн. ш. 169°31′ зх. д. / 16.750° пн. ш. 169.517° зх. д. | 26 липня 1926    | 6 вересня 1859                 |
| Північна частина Тихого океану, підвітряні Гавайські острови                                               |      |      |                                                               |                  |                                |
| Мідвей | 5.18 | 40   | 28°13′ пн. ш. 177°22′ зх. д. / 28.217° пн. ш. 177.367° зх. д. | 1 листопада 1996 | 28 серпня 1867                 |
| Центральна частина Тихого океану, північні острови Лайн                                                    |      |      |                                                               |                  |                                |
| Риф Кінгмен                                                                                                | 0.01 | 76   | 6°24′ пн. ш. 162°24′ зх. д. / 6.400° пн. ш. 162.400° зх. д.   | 18 січня 2001    | 8 лютого 1860                  |
| Атол Пальміра2                                                                                             | 6.56 | 15   | 5°53′ пн. ш. 162°05′ зх. д. / 5.883° пн. ш. 162.083° зх. д.   | 18 січня 2001    | 21 лютого 1912                 |
| Центральна частина Тихого океану, центральні острови Лайн                                                  |      |      |                                                               |                  |                                |
| Джарвіс | 4.45 | -    | 0°22′ пд. ш. 160°01′ зх. д. / 0.367° пд. ш. 160.017° зх. д.   | 27 червня 1974   | 28 жовтня 1856                 |
| Центральна частина Тихого океану, північні острови Фенікс                                                  |      |      |                                                               |                  |                                |
| Бейкер | 1.24 | -    | 0°12′ пн. ш. 176°29′ зх. д. / 0.200° пн. ш. 176.483° зх. д.   | 27 червня 1974   | 28 жовтня 1856                 |
| Гауленд | 1.62 | -    | 0°48′ пн. ш. 176°37′ зх. д. / 0.800° пн. ш. 176.617° зх. д.   | 27 червня 1974   | 28 липня 1856                  |
| Карибське море                                                                                             |      |      |                                                               |                  |                                |
| Навасса3                                                                                                   | 5.2  | -    | 18°24′ пн. ш. 75°01′ зх. д. / 18.400° пн. ш. 75.017° зх. д.   | 3 грудня 1999    | 31 жовтня 1858                 |
| Бахо-Нуево4                                                                                                | 0.02 | 155  | 15°53′ пн. ш. 78°38′ зх. д. / 15.883° пн. ш. 78.633° зх. д.   | N/A              | 22 листопада 1869              |
| Серранійя4                                                                                                 | 0.02 | 1200 | 15°50′ пн. ш. 79°50′ зх. д. / 15.833° пн. ш. 79.833° зх. д.   | N/A              | 8 вересня 1879 13 вересня 1880 |
| Загалом | 34.2 | 267  |                                                               |                  |                                |
| 1 претензії Маршаллових Островів                                                                           |      |      |                                                               |                  |                                |
| 2 претензії Гаваїв, поки вони були незалежною країною. Атол Пальміра входив до складу Гаваїв до 1959 року. |      |      |                                                               |                  |                                |
| 3 претензії Гаїті                                                                                          |      |      |                                                               |                  |                                |
| 4 Претензії Колумбії, Ямайки та Нікарагуа. Офіційно не входять до Зовнішніх малих островів США.            |      |      |                                                               |                  |                                |